# Nephrotoma australasiae
Nephrotoma australasiae là một loài ruồi trong họ Ruồi hạc (Tipulidae). Chúng phân bố ở miền Australasia.
- Tư liệu liên quan tới Nephrotoma australasiae tại Wikimedia Commons